# Beaulandais
Beaulandais és un municipi del departament francès de l'Orne (regió de Normandia) que el 2006 tenia 150 habitants. Forma part del districte d'Alençon.

## Geografia
Beaulandais ocupa una superfície de 8,6 km², amb una densitat de població de 17,44 habitants per km².

## Demografia
El diagrama següent mostra la variació en el nombre d'habitants (font: estadístiques de l'INSEE).